# Regiunea Statistică de Est
Regiunea Statistică de Est (macedoneană Источен регион) este una dintre cele 8 regiuni statistice ale Republicii Macedonia. Este localizată în partea de est a țării, la granița cu Bulgaria. În interiorul țării, se învecinează cu Regiunea Statistică Vardar, Regiunea Statistică Skopje, Regiunea Statistică de Nord-Est și Regiunea Statistică de Sud-Est.

## Comune

Comunele regiunii

Regiunea Statistică de Est este împărțită în 11 comune:
- Comuna Berovo
- Comuna Ceșinovo-Obleșevo
- Comuna Delcevo
- Comuna Karbinți
- Comuna Koceani
- Comuna Makedonska Kamenița
- Comuna Pehcevo
- Comuna Probiștip
- Comuna Știp
- Comuna Vinița
- Comuna Zrnovți

## Demografie

Harta grupurilor etnice majoritare în regiune

### Populație
În prezent populația Regiunii Statistice de Est este de 181,858 locuitori sau 9.0% din populația totală a Republicii Macedonia, potrivit ultimului recensământ din 2002.
| An   | Populație | Schimbare |
| ---- | --------- | --------- |
| 1994 | 180,039   | N/A       |
| 2002 | 181,858   | +1.01%    |

### Grupuri Etnice
Cel mai numeros grup etnic din regiune este cel al macedonenilor.